# Christina Bobb

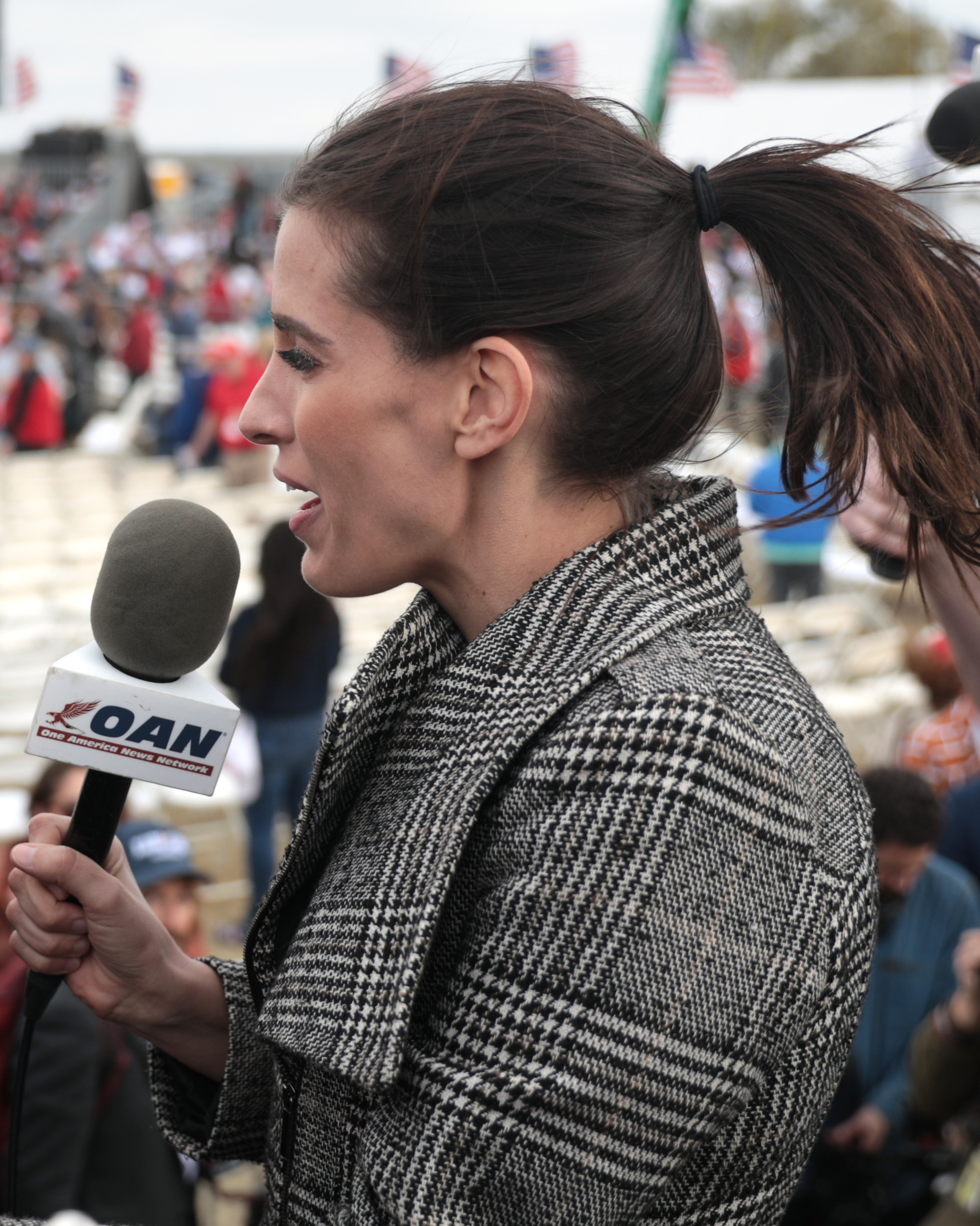
Christina Bobb (2022)

Christina Bobb (* 4. November 1982 in Michigan) ist eine US-amerikanische Rechtsanwältin und ehemalige Fernsehjournalistin (One America News).

## Leben
Sie wurde als jüngere von zwei Schwestern in Michigan geboren. Ihre Familie zog nach Arizona, als sie noch ein Teenager war. Sie studierte dort zunächst Sprachen an der University of Arizona. Dem schloss sich ein Jurastudium an der California Western School of Law in San Diego an. 2008 wurde sie in Kalifornien als Rechtsanwältin zugelassen. Es folgte ein Studium an der Georgetown University, wo sie einen Master of Laws mit Schwerpunkt auf nationales Sicherheitsrecht erwarb. Zwischenzeitlich kandidierte sie bei den Wahlen 2014 als Unabhängige erfolglos im 53. Wahlbezirk Kaliforniens für einen Sitz im Repräsentantenhaus.
Christina Bobb war nach ihrem Master-Abschluss Judge Advocate des United States Marine Corps, bevor sie 2018 eine Stelle im Heimatschutzministerium in der Regierungszeit von Donald Trump annahm. Im Juni 2020 wechselte sie aus dem Ministerium zum One America News Network, wo sie zunächst Korrespondentin für das Weiße Haus war. Sie berichtete dann über die Präsidentschaftswahl in den Vereinigten Staaten 2020.
Das Vorgehen in Arizona war von Trumps Anwalt Rudy Giuliani im Wesentlichen an Bobb delegiert worden.
2023 veröffentlichte sie das Buch „Stealing Your Vote: The Inside Story of the 2020 Election and What It Means for 2024“. Das Buch war nach Einschätzung des Guardian angefüllt mit unbegründeten Behauptungen zur Wahl 2020.
Nach der Wahl von Michael Whatley zum Vorsitzenden des Republican National Committee (RNC) wurde Bobb im März 2024 leitende Anwältin des RNC für Wahlintegrität. Nach der Ernennung erklärte sie:

„I’m honored to join the RNC and thrilled the new leadership is focused on election integrity. I look forward to working to secure our elections and restore confidence in the process.“

(Ich bin geehrt dem RNC beizutreten und begeistert, dass die neue Führung auf Wahlintegrität fokussiert ist. Ich schaue voran daran zu arbeiten unsere Wahlen zu sichern und das Vertrauen in das Verfahren wieder herzustellen.)
Am 24. April 2024 erhob die Generalstaatsanwältin von Arizona Anklage gegen Christina Bobb, Mark Meadows, Rudy Giuliani, John Eastman und andere. Sie warf den Angeklagten eine Verschwörung zur Wahlbeeinflussung bei der Präsidentenwahl 2020 vor, mit dem Ziel das Wahlergebnis in Arizona zugunsten von Trump zu ändern.

## Veröffentlichungen
- Stealing Your Vote: The Inside Story of the 2020 Election and What It Means for 2024 (Vorwort: Steve Bannon), Skyhorse Publishing 2023, ISBN 978-1-5107-7669-2